# Monitoreo de usuarios reales
El monitoreo de usuarios reales (RUM) es una tecnología de monitoreo pasivo que registra toda la interacción del usuario con un sitio web o un cliente que interactúa con un servidor o una aplicación basada en la nube. El seguimiento de la interacción real del usuario con un sitio web o una aplicación es importante para los operadores a fin de determinar si se atiende a los usuarios rápidamente y sin errores y, de no ser así, qué parte de un proceso empresarial está fallando. Software como servicio (SaaS) y proveedores de servicios de aplicaciones( ASP) utilizan RUM para monitorear y administrar la calidad del servicio entregado a sus clientes. Los datos de monitoreo de usuarios reales se utilizan para determinar la calidad real del nivel de servicio entregada a los usuarios finales y para detectar errores o ralentizaciones en los sitios web. Los datos también pueden usarse para determinar si los cambios que se propagan a los sitios tienen el efecto deseado o causan errores.
Las organizaciones suelen utilizar RUM para probar cambios dentro del entorno de producción o para anticipar cambios de comportamiento en un sitio web o aplicación mediante el uso de pruebas A/B u otras técnicas. A medida que la tecnología se traslada cada vez más a entornos híbridos como la nube, los clientes pesados, los widgets y las aplicaciones, se vuelve cada vez más importante controlar el uso de las aplicaciones desde el propio cliente.
El monitoreo de usuarios reales es típicamente «monitoreo pasivo», es decir, el dispositivo RUM recopila el tráfico web sin tener ningún efecto en el funcionamiento del sitio. En la mayoría de los casos, se inyecta una forma de JavaScript en la página o código nativo dentro de la aplicación para proporcionar comentarios del navegador o del cliente. Estos datos se recopilan de varias personas y se consolidan.
RUM puede ser muy útil para identificar y solucionar problemas de última hora. El monitoreo de usuario real se diferencia del monitoreo sintético en que se basa en personas reales que hacen clic en la página para tomar medidas en lugar de pruebas automatizadas que simplemente revisan un conjunto determinado de pasos de prueba.

## Software RUM
- Akamai mPulse Real User Monitoring (anteriormente SOASTA mPulse)
- AppDynamics Browser Real User Monitoring (BRUM) y Mobile Real User Monitoring (MRUM)
- CloudFlare
- Datadog Real User Monitoring (RUM)
- Dynatrace Real user monitoring (RUM)
- Google Analytics
- InfluxDB
- inspectIT
- internetVista
- Knoa Software User Experience Management
- Matomo_(software), anteriormente Piwik [5]
- New Relic New Relic Browser
- Pingdom
- Plumbr
- Sematext
- Stackify